# Офісний пакет

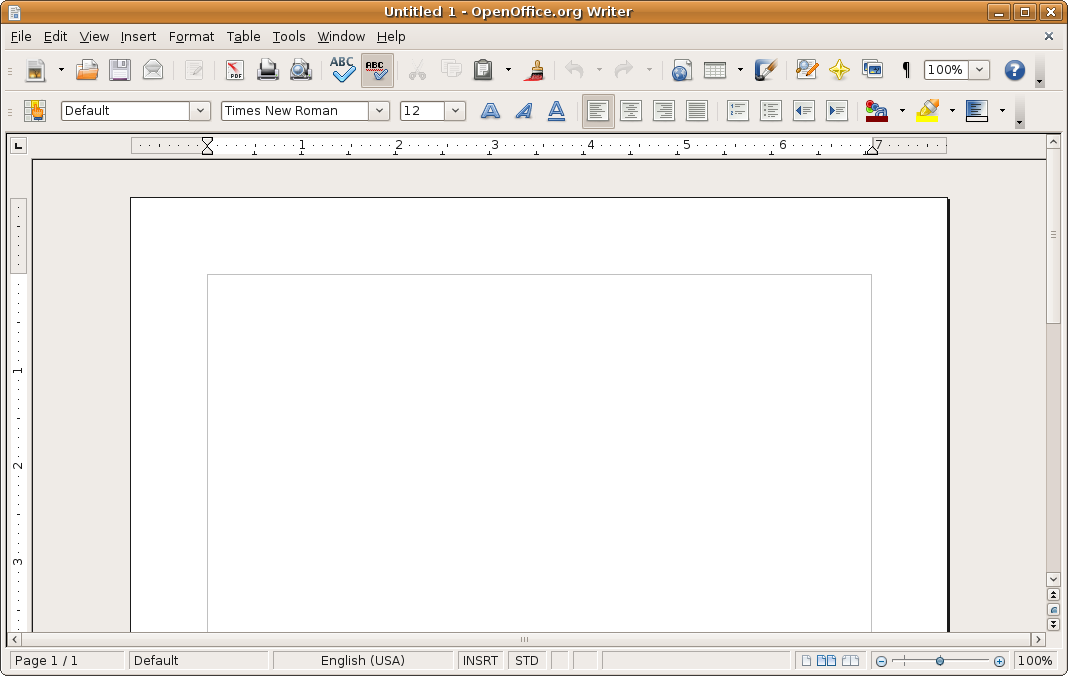
OpenOffice.org Writer

У сфері програмного забезпечення персональних комп'ютерів (від кишенькового до настільного) існує поняття «Офісний пакет» (англ. Office suite), що означає набір застосунків, націлених на роботу з електронною документацією. Компоненти офісних пакетів розповсюджуються, як правило, разом, мають схожий інтерфейс і добре розвинену схему взаємодії один з одним.

## Типові компоненти
Від виробника і його спеціалізації склад застосунків офісного пакету варіюється, проте еволюція програмного забезпечення зробила типовими для офісних пакетів такі компоненти (або деякі його елементи):
- Текстовий процесор — для роботи з документів, що складаються з текстів, розбавлених ілюстраціями, таблицями, графіками тощо;
- Редактор електронних таблиць — засіб для обробки об'ємних таблиць даних;
- Засіб створення презентацій — дозволяє створювати барвисті і виразні електронні презентації, щоб краще розповісти клієнтам про пропозиції і роботу вашої фірми;
- Система управління базами даних, як правило, в офісних пакетах бази даних забезпечують початковий рівень;
- Графічний редактор — дозволяє редагувати графічні файли.

## Відомі офісні пакети
Довгий час практично синонімом поняття офісний пакет був Microsoft Office, його успіх у споживачів не малою мірою забезпечив і загальний успіх операційної системи Windows. Однак, існували альтернативні пропозиції офісних пакетів, наприклад WordPerfect (його сучасний наступник Corel WordPerfect Office), IBM Lotus SmartSuite чи Ability Office.
На платформі Mac Apple випустив свій власний пакет iWork.
Співтовариство відкритого програмного забезпечення GNU/Linux розробляє офісні проекти, як Gnome Office та KOffice.
Відкрита платформа і формат OpenDocument підтримується такими вільними пакетами як OpenOffice.org та IBM Lotus Symphony, доступними на багатьох операційних системах.
Розвиток служб інтернету привів до нової хвилі повноцінних офісних пакетів, які являють собою переважно онлайнові вебслужби, такі як Zoho Office Suite чи Google Docs.
В даний час  стають популярними мобільні офісні пакети: Polaris Office, Kingsoft Office, Quickoffice і мобільні версії десктопних пакетів.